# Ségur-le-Château

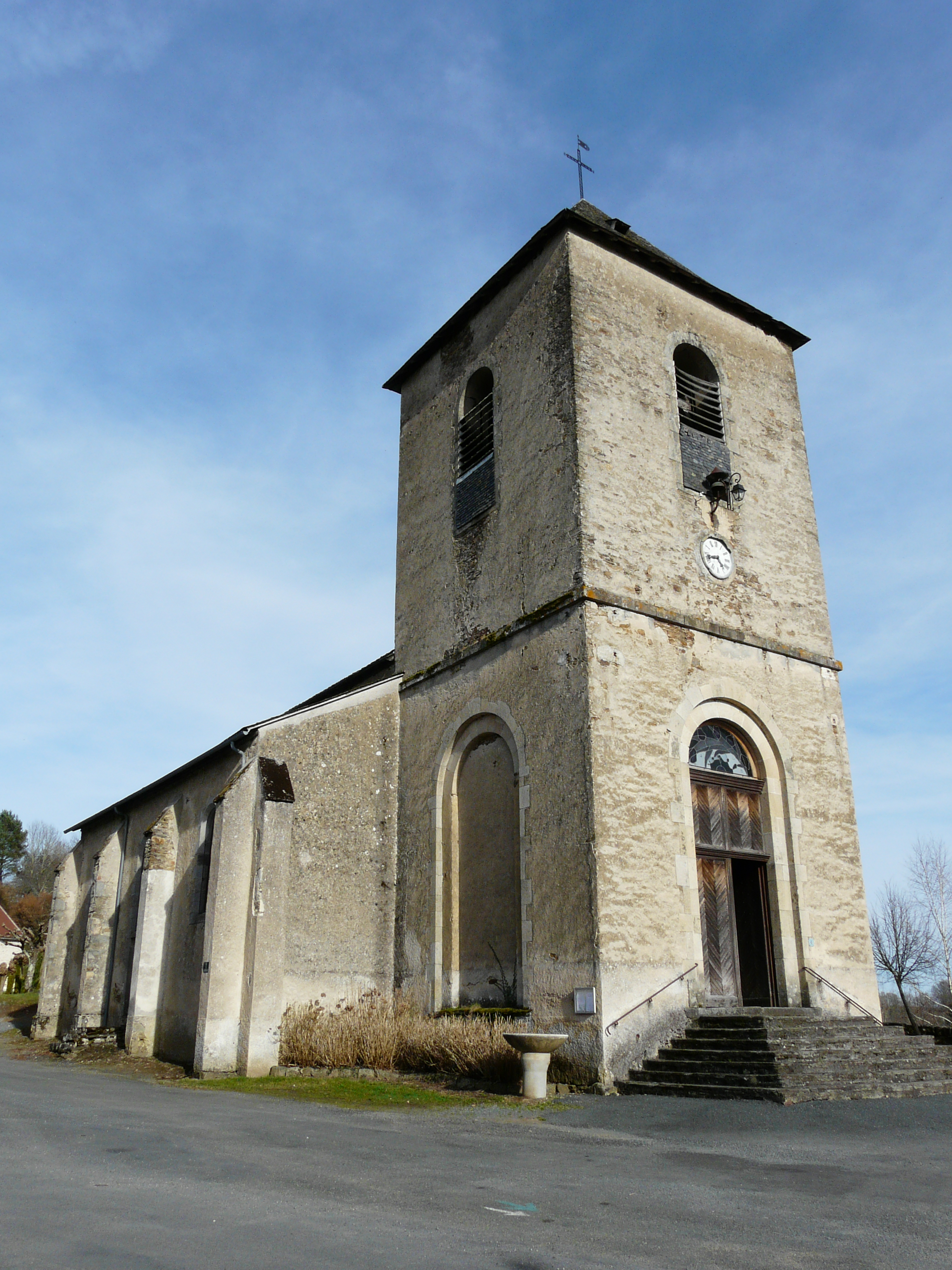
Kościół w Ségur-le-Château, 2009

Ségur-le-Château – miejscowość i gmina we Francji, w regionie Nowa Akwitania, w departamencie Corrèze.
Według danych na rok 1990 gminę zamieszkiwało 269 osób, a gęstość zaludnienia wynosiła 28 osób/km² (wśród 747 gmin Limousin Ségur-le-Château plasuje się na 378. miejscu pod względem liczby ludności, natomiast pod względem powierzchni na miejscu 563.).